# Танташева, Фарида Рахимовна
Фарида́ Рахи́мовна Танта́шева (4 сентября 1936, Бухара, УзССР — 8 июля 2012, Казань, Россия) — российский учёный, доцент кафедры органической химии Химического института им. А. М. Бутлерова Казанского (Приволжского) федерального университета.

## Биография
Танташева Фарида Рахимовна родилась 4 сентября 1936 года в городе Бухаре, в семье учителей. В 1954 году окончила среднюю школу № 7 города Бухары с золотой медалью и поступила на химический факультет Казанского государственного университета (КГУ), который окончила в 1959 году с дипломом с отличием и рекомендацией в аспирантуру.
В 1959 году поступила в аспирантуру при кафедре органической химии КГУ. В 1968 году успешно защитила кандидатскую диссертацию на тему «Исследования в ряду непредельных сульфонов и сульфоксидов». Научный руководитель — Е. Г. Катаев.
С 1962 года работала в Казанском государственном университете ассистентом, с 1978 года — старшим преподавателем, с 1991 года по 1997 год — доцентом кафедры органической химии.

## Преподавательская деятельность
Все годы работы в Казанском государственном университете осуществляла кураторство студенческими группами, руководила курсовыми и дипломными работами студентов химического факультета.
В течение многих лет принимала участие в приёме студентов в КГУ, систематически принимая вступительные экзамены по химии на русском и татарском языках. В дальнейшем работала заместителем, а затем ответственным секретарём приёмной комиссии КГУ (1975—1979). Длительный период времени была профоргом кафедры органической химии КГУ.

## Научная деятельность
Научная работа, проводимая в течение всего периода работы на кафедре органической химии КГУ, относилась к области химии непредельных сера- и фосфорорганических соединений.
Найдены уникальные реакции замещения органилсульфонильной группы фосфорными нуклеофилами, что привело к созданию новых этилендифосфониевых солей и сульфонилвинилфосфонатов. Замещение сульфонильной группы осуществлено с соавторами как в классическом органическом синтезе, так и в электрохимическом восстановлении ненасыщенных сульфонов. Полученные дифосфониевые соли и сульфонилвинилфосфонаты, как оказалось, проявили незаурядную биологическую активность, в частности, влияние на пуриновые рецепторы и активность экто-АТФаз.
Ф. Р. Танташевой также широко изучены реакции галогенвинилсульфонов с производными трехвалентного фософра (реакции диспропорционирования или метатезиса), а также с органическими сульфидами и третичными аминами. На основе этих реакций с соавторами получены бромиды транс-1-диметилалкиламмонио-2-р-толилсульфонилэтена, проявляющие фунгистатическую и бактериостатическую активность (Авторское свидетельство № 1401844, СССР, 08.02.1988).
Ф. Р. Танташева значительно расширила границы реакции Кувера, когда из альфа-бромвинилфосфонатов и третичных фосфинов были получены соответствующие непредельные фосфобетаины (Авторское свидетельство № 537081, СССР, 30.11.1976).
Ф. Р. Танташева с соавторами Т. Г. Маннафовым и Е. А. Бердниковым широко изучены реакции присоединения аренселененилгалогенидов к α,β-ненасыщенным сульфонам (1994—1995).
За годы работы опубликовано свыше 75 научных публикаций в центральных отечественных и зарубежных периодических изданиях, а также методические пособия для преподавания органической химии, получено 5 авторских свидетельств.

## Общественная деятельность
С 1965 по 1971 год избиралась депутатом трех (X, XI и XII) созывов районного Совета депутатов трудящихся.
В 1972 году избрана делегатом Всесоюзного XV Съезда профсоюзов СССР, на котором избрана членом Всесоюзного Центрального Совета Профессиональных Союзов СССР (ВЦСПС СССР). В течение пяти последующих лет (1972—1977) работает на Всесоюзном уровне. В 1977 году избрана делегатом XVI Съезда Профессиональных союзов СССР.

## Награды
В 1968 году награждена дипломом Всесоюзного конкурса Всесоюзного химического общества имени Д. И. Менделеева за цикл работ по синтезу непредельных сульфонов и сульфоксидов.
В 1970 году за активное участие в хозяйственном и культурном строительстве и в ознаменование 50-летия ТАССР награждена Почётной грамотой Президиума Верховного Совета Татарской АССР и помещена на Городскую Доску Почёта г. Казани.
В 1988 году награждена медалью «Ветеран Труда».

## Семейное положение
Муж Бердников Евгений Александрович, у них одна дочь.